# Кориантес
Кориантес (Coryanthes) са един от най-интересните родове Орхидеи, представители на подтриб Станхопеи. Притежават успоредна нерватура (жилкуване) на листата и също така са многогодишни растения. За пръв път са описани от сър Уилям Хукър. Както по-голямата част от Орхидеите, тези също са епифити. Виреят в много кисела и влажна среда из тропиците и субтропиците. Естествено разпространени са в Бразилия, Мексико и Боливия и живеят в симбиоза с мравки. Могат да бъдат опрашвани само от мъжките индивиди на специфични пчели, причислени към сем. Apidae. Това са така наречения триб Euglossini. Структурата на разположените в цветоноси цветове на тези Орхидеи е много сложна, а както и начина на опрашване. Въпросните пчели усещат аромата, издаван от необичайния цвят на това растение и веднага се запътват към него. В даден момент са толкова опиянени, че падат в устната на тези Станхопеи, която при Кориантеса е видоизменена в съд, на чието дъно има течност. Ето защо тази Орхидея е наричана още „Орхидея кофа“. Когато пчелите намокрят крилцата си губят способността си за летене, така че няма как да излетят от цвета. Освен това не могат и да се изкатерят, тъй като повърхността е много хлъзгава. Единственият път е през малко тунелче, разположено отстрани на „кофата“. Именно на излизане Euglossini извършват процеса на опрашване - взизамат нови поленови зърна и оставят тези, които вече са били полепнали по тях. Тези насекоми използват парфюма, който Кориантеса произвежда за много важна цел свързана с репродуктивността — ароматът привлича и омайва женските. Цветовете са обагрени по различен начин при различните видове — бели, жълти, червени и др. Много често са многоцветни. Един от най-познатите видове е Coryanthes alborosea, който подобно на други има няколко различни радновидности. По-известни са също така Coryanthes albertinae, Coryanthes leucocorys и др. На снимката е показан Coryanthes gerlachiana, който притежава жълт цвят. Тези Орхидеи понякога са отглеждани като декоративни, тъй като са много екзотични и нестандартни. Известни са сред по-запалените любители, поради факта, че не са толкова разпространени и популярни на пазара. Техните изисквания съвпадат с тези като на повечето Станхопеи, така че и те се засаждат в кошници. Създаден е междуродов хибрид — кръстоска със Станхопея. Полученото растение се нарича Coryhopea.

## Класификация
Род Coryanthes (Кориантес) включва следните видове:
| - Coryanthes albertinae - Coryanthes alborosea - Coryanthes balfouriana - Coryanthes barkeri - Coryanthes bergoldii - Coryanthes bicolorata - Coryanthes biflora - Coryanthes bruckmuelleri - Coryanthes boyi - Coryanthes colinata - Coryanthes elegantium | - Coryanthes eximia - Coryanthes gerlachiana - Coryanthes gernotii - Coryanthes hunteriana - Coryanthes leucocorys - Coryanthes macrantha - Coryanthes macrocorys - Coryanthes maculata - Coryanthes mastersii - Coryanthes misasii - Coryanthes parkeri | - Coryanthes picturata - Coryanthes punctata - Coryanthes powellii - Coryanthes sanderi - Coryanthes speciosa - Coryanthes splendens - Coryanthes sumnerana - Coryanthes trifoliata - Coryanthes vasquezii - Coryanthes verruclinata - Coryanthes wolfii |